# 郑振铎

郑振铎晚年

郑振铎（1898年12月19日—1958年10月17日），字警民，又字鐸民，小名木官，筆名郭源新、西谛等，生于浙江溫州永嘉，籍貫福州长乐，中国作家，文学史家，政治人物，中国民主促进会发起人之一。书斋用“玄览堂”的名号，有幽芳阁主、纫秋馆主、纫秋、幼舫、友荒、宾芬、郭源新等多个笔名。

## 生平
1898年，出生于浙江省永嘉县（今温州市区乘凉桥），曾在广场路小学、温二中、温州中学就读。
1917年，入北京铁路管理传习所（今北京交通大学）学习。五四运动期间，与瞿秋白、耿济之创办《新社会》杂志，倡导新文化运动。1920年，与耿济之、王统照、周作人、沈雁冰、叶绍钧等人发起成立文学研究会，创办《文学周刊》与《小说月报》。1920年，翻譯印度詩人泰戈爾名著《飛鳥集》，在上海出版。
1927年，旅居英、法，回国后历任清华大学、燕京大学、輔仁大學教授与暨南大学文学院院长、《世界文库》主编。2月，与沈雁冰、叶绍钧等人发起成立“上海著作人公会”，积极参加了上海工人第三次武装起义前后的革命活动，四一二事件后，他与胡愈之等人致信国民党当局，强烈抗议屠杀革命群众，为此险遭逮捕。5月乘船到欧洲避难和游学。
1931年，去北平任燕京大学和清华大学两校中文系教授。
1932年，《插圖本中國文學史》在北平出版，共五十萬餘言。1934年，又出版了《中国文学论集》、《佝偻集》等论文集，小说集《取火者的逮捕》。
1935年，春，郑振铎到上海任暨南大学文学院院长兼中文系主任。1937年，参加文化界救亡协会，与胡愈之等人组织复社，出版《鲁迅全集》，主编《民主周刊》。
1939年联合张元济、何炳松、张寿镛、张定璜等人成立文献保存同志会，购买四处散落的稀有文献图书。
1950年，中華人民共和國成立后，历任全国文联福利部部长，全国文协研究部部长，人民政协文教组组长，中央文化部文物局局长，民间文学研究室副主任，中国科学院考古研究所所长，文化部副部长。是全国政协委员，全国文联全委、主席团委员，全国文协常委，中国作家协会理事。
1954年，中国史学会公布第一届理事会名单，郭沫若担任主席，吴玉章、范文澜担任副主席，他担任理事。史学会成立后，即着手编辑《中国近代史资料丛刊》，由徐特立、范文澜、翦伯赞、陈垣、郑振铎、向达、胡绳、吕振羽、华岗、邵循正、白寿彝为总编辑委员。
1955年当选为中国社会科学院院士及学部委员。
1958年，率领中国文化代表团赴开罗访问途中，所乘坐的图-104飞机在苏联楚瓦什境内失事遇难身亡。

## 著作

### 論著
- 《泰戈爾傳》，鄭振鐸著，商務印書館，1925年出版
- 《文學大綱》，上海商務印書館，1927年
- 《插圖本中國文學史》，北平樸社出版，1932年12月
- 《俄國文學史略》，上海商務印書館，1933年11月
- 《中國俗文學史》，上海開明書店，1938年
- 《近百年古城古墓發掘史》，上海商務印書館，1934年
- 《中國版畫史圖錄》(二十四冊)，中國版畫史社, 1940年4月
- 《中國文學論集》，上海開明書店，1947年
- 《中國歷史參考圖譜》，上海出版公司，1947年
- 《域外所藏中國古畫集》，上海出版公司，1948年
- 《基本建設及古文物保護工作》，中華全國科學技術普及協會， 1954年
- 《偉大的藝術傳統圖錄》，上海出版公司，1954年

### 小說
- 《家庭的故事》，遠東圖書公司，1928年
- 《取火者的逮捕》1934年；新文藝出版社，1956年.
- 《桂公塘》，上海商務印書館，1937年

### 散文
- 《山中雜記》。上海開明書店版，1927年
- 《海燕》，上海新中國日局，1932年7月
- 《佝僂集》，上海生活書店，1934年
- 《歐行日記》，良友圖書印刷公司，1936年
- 《短劍集》，文化生活出版社，1936年
- 《困學集》，上海商務印書館，1941年
- 《民族文話》，國際文化服務社，1946年
- 《蟄居散記》上海出版公司版，1951年
- 《蘊華集》與鄭振鐸、王統照合著，1985，海峽

### 翻譯
- 《飛鳥集》泰戈爾著，鄭振鐸譯，上海商務印書館，1922年
- 《沙寧》俄阿爾志跋綏夫著(俄國短篇小說譯叢)，上海商務印書館，1932年
- 《灰色馬》俄國短篇小說譯叢，上海商務印書館，1932年
- 《新月集》泰戈爾著，長沙商務印書館，1931年
- 《血痕》，鐵流書店，1946年

### 編作
《印度寓言》，上海商務印書館，1925年

### 全集
- 《鄭振鐸全集》(二十冊)，鄭振鐸著。石家莊:花山文藝出版社，1998年11月 
  - 《鄭振鐸全集》1 小說
  - 《鄭振鐸全集》2 詩歌 散文
  - 《鄭振鐸全集》3 雜文 文學雜論 《湯禱篇》雜文 文學雜論
  - 《鄭振鐸全集》4 上 中國文學研究
  - 《鄭振鐸全集》5 下 中國文學研究
  - 《鄭振鐸全集》6 中國古典文學文論 《漫步書林》 《劫中得書記》漫步書林
  - 《鄭振鐸全集》7 中國俗文學史
  - 《鄭振鐸全集》8 一 插圖本中國文學史
  - 《鄭振鐸全集》9 二 插圖本中國文學史
  - 《鄭振鐸全集》10 一 文學大綱
  - 《鄭振鐸全集》11 二 文學大綱
  - 《鄭振鐸全集》12 三 文學大綱
  - 《鄭振鐸全集》13 兒童文學
  - 《鄭振鐸全集》14 藝術‧考古文論 《近百年古城古墓發掘史》藝術‧考古文論
  - 《鄭振鐸全集》15 外國文學文論 《俄國文學史略》 《泰戈爾傳》俄國文學史略
  - 《鄭振鐸全集》16 書信書信
  - 《鄭振鐸全集》17 日記 題跋日記 題跋
  - 《鄭振鐸全集》18 希臘羅馬神話與傳說中的戀愛故事 希臘神話與英雄傳說
  - 《鄭振鐸全集》19 灰色馬 沙寧
  - 《鄭振鐸全集》20 泰戈爾詩選 高加索民間故事 民俗學淺說 雜譯